# Shinichiro Tomonaga
Shinichiro Tomonaga (朝永 振一郎 Tomonaga Shin'ichirō,  31. marts 1906 - 8. juli 1979), normalt citeret soms Sin-Itiro Tomonaga, var en japansk fysiker, der havde stor indflydelse på udviklingen af kvanteelektrodynamik. Han modtog nobelprisen i fysik i 1965 sammen med Richard Feynman og Julian Schwinger for dette arbejde.

## Udvalgt bibliografi

### bøger
- Tomonaga, Sin-Itiro (1997). The Story of Spin. Oka, Takeshi (trans.). University of Chicago Press. ISBN 0-226-80794-0.

### Artikler
- Tomonaga, S. "On a Relativistically Invariant Formulation of the Quantum Theory of Wave Fields." Prog. Theor. Phys. 1, 27–42 (1946).
- Koba, Z., Tati, T. and Tomonaga, S. "On a Relativistically Invariant Formulation of the Quantum Theory of Wave Fields. II." Prog. Theor. Phys. 2, 101–116 (1947).
- Koba, Z., Tati, T. and Tomonaga, S. "On a Relativistically Invariant Formulation of the Quantum Theory of Wave Fields. III." Prog. Theor. Phys. 2, 198–208 (1947).
- Kanesawa, S. and Tomonaga, S. "On a Relativistically Invariant Formulation of the Quantum Theory of Wave Fields. IV." Prog. Theor. Phys. 3, 1–13 (1948).
- Kanesawa, S. and Tomonaga, S. "On a Relativistically Invariant Formulation of the Quantum Theory of Wave Fields. V." Prog. Theor. Phys. 3, 101–113 (1948).
- Koba, Z. and Tomonaga, S. "On Radiation Reactions in Collision Processes. I." Prog. Theor. Phys. 3, 290–303 (1948).
- Tomonaga, S. and Oppenheimer, J. R. "On Infinite Field Reactions in Quantum Field Theory." Phys. Rev. 74, 224–225 (1948).